# Finnbennach
Finnbennach – w mitologii iryjskiej, w cyklu ulsterskim, cudowny biały byk, jeden z bohaterów powieści Tàin Bó Cuailnge (Uprowadzenie byków z Cooley).
Wychowany w stadzie królowej Connacht Medb, nie chcąc należeć do kobiety, zbiegł do stada jej męża Aililla. Medb nie mogąc darować sobie tej straty, postanowiła zdobyć jeszcze potężniejszego byka – czarnego Donn Cuailnge, który należał do jej byłego męża, króla Ulsteru, Conchobara. Sprowadzony do Connaught czarny byk zaatakował i rozszarpał Finnbennacha, którego ciało rozrzucił po całym kraju.